# Star Wars, el juego de rol (Wizards of the Coast)
Star Wars, el juego de rol es un juego de rol épico-espacial ambientado en el universo de Star Wars (universo perteneciente al género llamado space opera). El juego fue publicado por primera vez en 2000 por Wizards of the Coast bajo licencia de Lucasfilm y utiliza como sistema de juego el sistema d20, utilizado habitualmente por Wizards of the Coast para su juego estrella Dungeons & Dragons. Desde que Wizards of the Coast substituyó a West End Games en la propiedad de la licencia de juego de rol de la marca Star Wars en 1999, este es el juego sucesor del que fuera el primer juego de rol ambientado en el universo de Star Wars: Star Wars, el juego de rol (1987). Este primer juego de rol de Star Wars no utilizaba el sistema d20 sino un sistema propio, el sistema D6.

## Descripción general
Cabe destacar de este juego de rol su gran flexibilidad así como una ambientación fidedigna con respecto al universo de Star Wars, habiendo alcanzado cotas de éxito bastante notables entre los seguidores de la saga. En respuesta a este éxito continuo Wizards of the Coast ha publicado suplementos, manuales y campañas de juego con cierta regularidad para complementar el manual básico.
El juego fue publicado en dos ediciones. La primera, del año 2000, conoció una edición revisada en 2002. La segunda edición, publicada en Estados Unidos en 2007, fue titulada Star Wars Roleplaying Game: Saga Edition («Edición Saga»). De las tres publicaciones (primera edición, primera edición revisada y segunda edición) sólo la primera edición revisada llegó a ser traducida al castellano. Las otras dos no serían traducidas al español pues Wizards of the Coast anunció en enero de 2010 que no renovaría la licencia de explotación necesaria para la continuidad editorial del juego. La licencia expiró finalmente en mayo de 2010. En agosto de 2011 otra editorial de juegos estadounidense, Fantasy Flight Games, compró la licencia y un año después, en agosto de 2012, publicó su propio juego de rol de Star Wars.

## Sistema de juego

### Raza y clase
Al hacer un personaje en el mundo de Star Wars es importante saber de qué raza o especie será el personaje, y de que profesión, dependiendo de la era de juego algunas profesiones como el ser jedi están restringidas. Por lo general las razas más populares son la de humanos, wookies, sulustanes, trandoshanos, zabraks, cereanos y otras más. Las razas o especie también determina si la profesión escogida puede ser llevada a cabo de forma satisfactoria, así por ejemplo es posible que un wookie pueda ser un jedi, pero habrá ciertas restricciones. 

### Clases
Star Wars, el juego de rol se caracteriza por poder escoger determinadas clases de personaje que lo definen y lo personalizan, haciéndolo avanzar en su clase heroica especializándose en determinadas habilidades y con determinadas aptitudes especiales.
En el libro principal se hace referencia a:
Clases no vinculadas a la Fuerza:
Especialista técnico: Los especialistas técnicos combinan su formación de expertos con su genio innato para alcanzar la cima del campo escogido. Los especialistas técnicos pueden ser físicos dedicados, científicos curiosos, técnicos brillantes o genios informáticos. Intentan ayudar a la gente u obtener conocimiento, crear dispositivos tecnológicos y desarrollar nuevas teorías científicas. Todos los equipos de aventureros se benefician de los talentos de un especialista técnico. Ejemplos: Watto, Lobot.
Explorador: Los exploradores son aventureros y pioneros natos, curiosos hasta la médula y están adiestrados para hacer frente a los lugares remotos que suelen frecuentar. Los exploradores suelen ser independientes, y se unen a un equipo cuando la paga es buena, se saca el máximo provecho de sus talentos y se hace uso de ellos. Los exploradores entienden la disposición de la tierra y la órbita de las estrellas. Saben reconocer el peligro y localizar lo necesario para sobrevivir. A diferencia del fronterizo, que nace en la frontera y a menudo quiere huir de ella, el explorador acepta conscientemente las regiones salvajes y entiende las habilidades que posee, en lugar de encontrarse con ellas gracias a una aptitud innata o a la casualidad.
El explorador busca el conocimiento, intenta resolver misterios y quiere ser el primero en ver algo nuevo y diferente. El explorador aprende a encontrar el camino a través de las regiones salvajes, suele convertirse en un piloto aceptable y normalmente aprende a protegerse de lo que se esconde en la siguiente colina o más allá de la nebulosa más lejana. Ejemplos en el universo de Star Wars serían Chewbacca, Jar Jar Binks y Wicket W. Warrick el ewok. 	
Fronterizo: Los fronterizos vienen del exterior de la sociedad y sustituyen una educación formal con habilidades y conocimientos adquiridos por medio de la experiencia. Normalmente, un fronterizo procede de un planeta que se encuentra más allá de "las regiones civilizadas del espacio", pero puede proceder del margen de la sociedad galáctica... esté donde esté. Emplea su destreza, sabiduría y fuerza para sobrevivir a todo lo que la galaxia le arroje. La tecnología no le es desconocida a un fronterizo, pero no suele disponer de los aparatos presentes en mundos del Núcleo como Coruscant y Corellia.
El fronterizo es fuerte, robusto, independiente y experto en supervivencia gracias a las lecciones aprendidas en las regiones de "frontera", ya estén en el Borde Exterior o en los niveles más húmedos y fríos de Coruscant.
Algunos fronterizos pueden provenir de sociedades primitivas con bajo nivel tecnológico, pero la mayoría comprende de manera básica el funcionamiento de los aparatos de alta tecnología. Simplemente vienen de un planeta o de una parte de la sociedad donde escasean. Ejemplos de fronterizos son Luke Skywalker al principio de Episodio IV y Anakin Skywalker al principio de Episodio I.
Granuja: Los granujas son bribones (buenos, malos y neutrales) que viven fuera de la ley o luchan en contra de ella para sacar provecho. Pueden proceder de cualquier planeta o región de la galaxia. La mayoría utiliza su inteligencia y destreza para lograr lo que quieren, y muchos recurren al carisma si les es necesario. El granuja se las arregla con una combinación de bravuconadas, astucias, duplicidades y artimañas. Viven gracias a su ingenio, mintiendo, engañando, robando e incluso luchando cuando surge la necesidad. Ejemplos de esta categoría son Han Solo, Lando Calrissian y Dash Rendar.
Noble:Los miembros de la clase noble emplean su inteligencia y su carisma natural para abrirse paso en la galaxia. Los tipos de personaje que aparecen en la clase de noble son numerosos y variopintos, desde auténticos miembros de la realeza a ministros electos, mandos militares, señores del crimen, comerciantes, mercaderes, embajadores, estrellas del holovídeo e influyentes magnates corporativos. Algunos hacen honor a su nombre, mientras que otros son ladinos, traicioneros y mezquinos hasta la médula. Con una sonrisa encantadora, un pico de oro, un mensaje poderoso o un don para llegar a acuerdos, el noble impone respeto, hace amistades e inevitablemente influye en la gente. Ejemplos de esta clase son Leia Organa, Padme Amidala, Bail Organa y Palpatine. 
Soldado:Los soldados combinan la disciplina con las aptitudes marciales para convertirse en los mejores guerreros de la galaxia. Los soldados pueden ser fieles defensores de los necesitados, crueles maleantes o valientes aventureros. Pueden ser pistoleros a sueldo, campeones nobles o asesinos insensibles. Luchan por la gloria, por el honor, para enmendar injusticias, para obtener poder, para adquirir riquezas o sencillamente por la emoción de combatir. Ejemplos en el mundo de Star Wars: Capitán Panaka, Capitán Typho, almirante Ackbar, Comandante Cody.
Y clases de la Fuerza:
Iniciado en la fuerza: El iniciado es poderoso en la Fuerza, pero sigue una senda distinta a la de los jedi. Para el iniciado en la Fuerza, la Fuerza es más misteriosa y sobrenatural, y la ayuda que proporciona tiene un componente mágico. Un iniciado en la Fuerza procede de una tradición distinta, con creencias y códigos de conducta diferentes a los de los jedi. Algunos llaman a la Fuerza por su nombre familiar, mientras que otros se refieren a ella con otro término completamente distinto que refleja sus propias tradiciones.
Si un jugador elige la clase de iniciado en la Fuerza, tiene que establecer el punto de vista del personaje con respecto a la Fuerza. Es importante decidir en qué cree el héroe. ¿Es el iniciado en la fuerza un estudiante alienígena de la Fuerza? ¿Se trata de un chamán de una cultura primitiva? ¿Es un seguidor de un aspecto específico de la Fuerza (como los sacerdotes ecológicos de Ithor)? ¿O un mago de la Fuerza de un planeta aislado (como las brujas de Dathomir)? ¿Un miembro del lado luminoso? ¿Del lado oscuro? La elección es del jugador y afectará al modo en que el personaje se relacione con la campaña. Ejemplos: Teneniel Djo de las brujas de Dathomir.
Cónsul Jedi: El cónsul jedi emplea la Fuerza para negociar y obtener información, buscando la solución más pacífica para todos los problemas. Como usuarios de la Fuerza instruidos en la tradición Jedi, los personajes pertenecientes a esta clase se concentran más en la diplomacia, las actividades académicas y el aspecto espiritual de la Fuerza que en actividades más físicas. Los sanadores e investigadores intentan entender mejor la naturaleza de la Fuerza y su relación con ella. Los mentores y maestros desean instruir a otros y transmitir lo que han aprendido. Los negociadores y mediadores son diestros negociando y llegando a acuerdos. Los cónsules se forman para ser versátiles, capaces de afrontar muchas situaciones sin recurrir a las armas. Ejemplos: Yoda, Jocasta Nu, Yaddle, Depa Billaba.
Guardián Jedi: Los personajes de esta clase, usuarios de la Fuerza instruidos en la tradición Jedi, combinan el adiestramiento físico con el dominio de la Fuerza. Los guardianes jedi se concentran más en la pericia combativa, la defensa, el adiestramiento con el sable de luz y las actividades físicas. Si los cónsules jedi son los embajadores de la Orden Jedi, los guardianes son los defensores y protegen a la República de todo peligro. Pocos son lo suficientemente poderosos en la Fuerza y tienen la devoción para recorrer la senda del jedi, pero a este puñado se le concede un poderoso aliado. Recorren un mundo mayor que aquellos que no sienten la Fuerza ni hacen caso de ella. Ejemplos: Mace Windu, Obi-Wan Kenobi en Episodio I,II y III, Anakin Skywalker en Episodio II, Luke Skywalker en Episodio VI.

## Ediciones
La primera edición fue publicada en 2000 bajo el título Star Wars Roleplaying Game (Star Wars, el juego de rol) con el subtítulo Core Rulebook (Manual básico). En 2002 fue editada una revisión de las reglas y la primera edición fue reeditada bajo el mismo título de Star Wars Roleplaying Game pero con el subtítulo de Revised Core Rulebook (Manual básico revisado). Finalmente, en 2007, fue publicada la segunda edición siempre con el mismo título pero con el subtítulo de Saga Edition Core Rulebook. De estas publicaciones sólo la edición revisada fue traducida al castellano.
- Star Wars Roleplaying Game, Core Rulebook (Manual básico, 2000, sin traducción en castellano)
- Star Wars Roleplaying Game, Revised Core Rulebook (Manual básico revisado, 2002, traducido al castellano en febrero de 2003)
- Star Wars Roleplaying Game, Saga Edition Core Rulebook (Saga Edition, 2007, sin traducción en castellano)

## Suplementos
Wizards of the Coast ha sacado al mercado suplementos que permiten jugar en las tres principales épocas de Star Wars: 
- Época de la República Galáctica Abarca las épocas que van desde Episodio I hasta Episodio III. No hay mayores “penalties” en esta era.
- Época del Imperio Galáctico: Va desde Episodio IV hasta Episodio VI. Una de las mayores dificultades es empezar un personaje como jedi en este lapso de tiempo.
- Época de la Nueva República: De Episodio VI en adelante, es quizás la era más difícil de jugar debido a que abarca cosas del universo expandido.

Estos suplementos abarcan principalmente ámbitos tales como regiones determinadas de la galaxia de Star Wars como:
- Coruscant & The Core Worlds (Coruscant y los mundos interiores)
- Geonosis and the Outer Rim Worlds (Geonosis y los mundos del Borde Exterior) hasta manuales técnicos para expandir el universo tecnológico de Star Wars como:
- Arms & Equipment Guide (Guía de armas y equipamiento)
- Starships of the Galaxy (Naves de la galaxia).

También han aparecido manuales y suplementos para complementar los arquetipos de personaje y las clases de prestigio de los jugadores más expertos o veteranos, por ejemplo: 
- Dark Side Guide Guía del Lado Oscuro
- Heroes Guide La Guía de Héroes
- Power of the Jedi Sourcebook El Poder de los Jedi[2]

Y un último suplemento aún no traducido al español que incluye un amplio listado de razas alienígenas de la galaxia así como algún equipamiento nuevo y algunas novedosas clases de prestigio:
- Ultimate Alien Anthology La guía de las razas alienígenas del universo de Star Wars

Éstos son unos pocos ejemplos de la cantidad y variedad de productos lanzados al mercado para expandir la profundidad del juego original, si bien no son necesarios al ser más que suficiente para realizar una campaña modesta el manual básico, sí que al llegar a ciertos niveles de complejidad en los personajes se hacen necesarios para poder mantener la frescura y la profundidad en campañas de elevada duración.
Debido a la popularidad de la marca Star Wars, como añadido Wizards of the Coast lanzó también varias series de figuras de personajes y razas en general basadas en las trilogías, con la doble intención de que sirviesen bajo un reglamento incluido en los paquetes, como juego de estrategia de escaramuzas, y también como acompañamiento para el juego de rol para hacer representaciones de combates movimientos y todo aquello que requiriese de una representación física para ayudar al jugador a planificar acciones, o cualquier cosa que necesitase de cierta ayuda a la hora de representar las posiciones de los jugadores y cualquier otro elemento que los rodee